# نیکی اوانز (بازیکن فوتبال)
نیکی اوانز (انگلیسی: Nicky Evans؛ زادهٔ ۶ ژوئیهٔ ۱۹۵۸) بازیکن فوتبال اهل بریتانیا است.
از باشگاه‌هایی که در آن بازی کرده‌است می‌توان به باشگاه فوتبال پیتربورو یونایتد، باشگاه فوتبال کویینز پارک رنجرز، باشگاه فوتبال کترینگ تاون، باشگاه فوتبال بارنت، و باشگاه فوتبال وایکام واندررز اشاره کرد.